# الحب الكبير (مسلسل)
الحب الكبير, مسلسل كويتي درامي كوميدي انتج في 2009 وعرض في شهر رمضان 1430 هـ. وهو من بطولة عبد الحسين عبد الرضا وقصة فداء الشندويلي وسيناريو وحوار طالب الدوس وإخراج منير الزعبي.

## بطولة
- عبد الحسين عبد الرضا
- إبراهيم الحربي
- أحمد السلمان
- إلهام الفضالة
- بدرية أحمد
- شيماء علي
- أحمد إيراج
- زهرة عرفات
- شجون الهاجري
- أسامة المزيعل
- حمد العماني
- بثينة الرئيسي
- فاطمة الصفي
- مشعل الشايع
- بدر الشعيبي
- خليفة خليفوه
- ناصر كرماني
- منى عبد المجيد
- عماد العكاري
- فيصل دشتي
- إسماعيل الراشد (ممثل)
- سونيا العلي
- سعد كنعان
- هدى إبراهيم
- سليمان المرزوق
- حمد أشكناني
- محمد المسلم